# Mongo at the Village Gate
Mongo at the Village Gate — концертний альбом кубинського джазового перкусіоніста Монго Сантамарії, випущений у 1963 році лейблом Battle.

## Опис
З виходом альбому Mongo at the Village Gate для Монго Сантамарії розпочався період бугалу (жанр латиноамериканської музики) з великою кількістю фанкових композицій, які демонструють вплив ритм-енд-блюзу та соул-джазу, однак ипри цьому не втрачається коріння кубинської музики. В записі цього концертного альбому, який був записаний 2 вересня 1963 року у відомому клубі Village Gate в Нью-Йорку, взяли участь трубач Марті Шеллер, саксофоністи Пет Патрік і Боббі Кейперс, піаніст Роджерс Грант, басист Віктор Венегас, ударник Френк Ернандес, і перкусіоністи Чіхуахуа Мартінес і Хуліан Кабрера. 
Такі композиції як «Fatback», «Mongo's Groove» (яку написав Джиммі Гіт) і Creole» мають радісні, душевні і прості мелодії. Цей запис є однією з найкращих концертних робіт для Марті Шеллера на трубі; Монго Сантамарія виконує яскраве соло на «My Sound» без акомпанементу.

## Список композицій
1. «Introduction by „Symphony Sid“» — 0:40
2. «El Toro» (Валері Кейперс) — 6:53
3. «Fatback» (Боббі Кейперс) — 3:39
4. «Mongo's Groove» (Джиммі Гіт) — 3:32
5. «Creole» (Юсеф Салім) — 2:29
6. «The Jungle Bit» (Монго Сантамарія) — 7:13
7. «My Sound (Монго Сантамарія)» (Боббі Кейперс) — 2:57
8. «The Morning After» (Роджерс Грант) — 6:40
9. «Nothing for Nothing» (Пет Патрік) — 7:13

## Учасники запису
- Марті Шеллер — труба
- Пет Патрік — альт-саксофон, флейта
- Боббі Кейперс — тенор-саксофон, флейта
- Роджерс Грант — фортепіано
- Віктор Венегас — контрабас
- Френк Ернандес — ударні
- Монго Сантамарія — конга
- Хуліан Кабрера — перкусія
- «Чіхуахуа» Мартінес — перкусія, вокал

Технічний персонал
- Оррін Кіпньюз — текст